# Battures de Malmanoury

Les Battures de Malmanoury sont un petit archipel inhabité de Guyane situé dans l'océan Atlantique, au nord-ouest de Kourou, au sud-est de Sinnamary et à l'ouest des îles du Salut. Constitué de nombreux petits îlots rocheux, il forme une ZNIEFF avec les eaux environnantes, dans une zone d'estran aux littoraux dominés par les mangroves. Il tire son nom de Malmanoury, un lieu-dit de la côte guyanaise au nord-ouest du centre spatial guyanais.